# Агирре, Серхио
Серхио Ноэль Аги́рре Каррерас (исп. Sergio Noel Aguirre Carreras; 4 марта 1914, Гавана — 17 марта 2013, там же) — кубинский историк-марксист, профессор и исследователь, эссеист, журналист и политический деятель. Брат Мирты Агирре.

## Биография
Является одним из основоположников кубинской марксистской историографии. С раннего возраста участвовал в политической борьбе, в том числе в студенческом движении. Был членом Студенческого левого крыла, Коммунистического союза молодежи, а с 1938 года — первой кубинской марксистской партии, носившей названия Революционно-коммунистический союз и Народно-социалистическая партия (предшественнице нынешней Коммунистической партии Кубы).
Профессор «исторической школы» (фактически исторического факультета) Гаванского университета, в течение тридцати лет совмещал преподавание с историческими исследованиями, а в 1962 году возглавил свой факультет, на котором занимал кафедру истории Кубы. Также сотрудничал в Институте истории коммунистического движения и социалистической революции Кубы. Он представлял Кубу на XII Международном конгрессе исторических наук в Вене и на конференции историков социалистических стран в Москве.
Автор работ по кубинской истории, развитию рабочего и революционного движения. Его статьи на протяжении многих лет выходили на страницах журнала «Cuba Socialista», газет «Hoy» и «Granma», а также других кубинских изданий. Имел репутацию проницательного обозревателя, в текстах которого выделялось чувство политической сатиры. Отмечен медалью Алехо Карпентьера (1982).

## Сочинения
- Historia de Cuba (t. 1—2, La Habana, 1966—67).
- Quince objeciones a Narciso López.
- Seis actitudes de la burguesía cubana en el siglo XIX.
- Esclavitud y abolicionismo.
- La Protesta de Baraguá.
- José Martí y el imperialismo norteamericano.
- Antecedentes históricos del movimiento obrero cubano.
- De nacionalidad a nación en Cuba.
- Ecos de caminos.
- Seis actitudes de la burguesía cubana en el siglo XIX // Rodríguez C. R., Historia de Cuba, La Habana, 1944 (Cuadernos populares, 1).